# Волгодонск
Волгодонск (на руски: Волгодонск) е град, разположен в Ростовска област, Русия. Населението му към 1 януари 2018 година е 171 729 души.